# Independència de Portugal

Portugal i el context peninsular l'any 1150

Dins dels límits de l'actual frontera política de Portugal han habitat al llarg dels segles diferents civilitzacions, partint dels pobles ibèrics preromans, i passant per romans, bàrbars, visigots i musulmans (Al-Àndalus i diverses taifes). De la seua presència hi ha incomptables vestigis no sols arqueològics, sinó també culturals i lingüístics que es mantenen vius en la llengua portuguesa de hui.
La constitució del Primer comtat de Portugal i principalment la posterior independència del Regne de Portugal i la conseqüent expansió és un procés que té diverses fases i dates clau: el 1139 amb la batalla d'Ourique, el 1140 el comte Afonso Henriques empra el títol de rei dels portuguesos, i finalment el 5 d'octubre de 1143 Alfons I signa amb el seu cosí Alfons VII de Lleó el tractat de Zamora, que reconeix la sobirania portuguesa.
La independència de Portugal fou atorgada definitivament pel papa Alexandre III el 23 de maig del 1179 amb la butla pontifícia Manifestis Probatum.

## La conquista cristiana i el comtat

Mapa polític de la península Ibèrica l'any 1000

El procés gradual de conquesta dut a terme pel moviment ibèric cristià va originar el naixement de petits regnes que s'expandiren a mesura que guanyaven batalles en diversos punts de la península Ibèrica, tant pel Regne d'Astúries, com a partir de l'any 824 pel Regne de Navarra, per Lleó a partir de 910, Castella a partir de 1065, pel comtat de Ribagorça (que donarà origen al Regne d'Aragó el 1035) i pel comtat de Barcelona, el comte del qual deixa de prestar vassallatge als reis francs al segle x.
El 1096, descontent amb la política bèl·lica del comte Ramon de Borgonya, el rei Alfons VI de Lleó lliura el govern del Primer comtat de Portugal a un cosí de Ramon, el comte Enric de Borgonya, juntament amb la seua altra filla, la infanta Teresa, i esdevé Enric comte de Portugal.

## La formació del regne
D'aquest comtat, naixeria el Regne de Portugal. Enric aconseguí una completa autonomia per al seu comtat i va deixar una terra portuguesa molt més lliure de la que havia rebut. A la mort d'Enric (1112), li succeeix la seua vídua, Teresa, en el govern del comtat durant la minoria del seu fill Alfons Enric de Borgonya. Al principi, la direcció de Na Teresa fou idèntica a la del seu marit: enfortir la vida portuguesa, i aconseguir la independència per al comtat. Na Teresa comença, al 1121, a intitular-se reina, però els conflictes diplomàtics i la influència que concedí a alguns nobles gallecs (sobretot a Fernando Pérez de Traba) en els negocis públics va perjudicar el seu esforç de tal manera es veié obligada a abdicar de les seues pretensions i canviar de política.
Als setze anys (1125), Alfons I, amb el suport de la noblesa portuguesa, s'arma a si mateix cavaller –segons el costum dels reis– i es fa així guerrer independent. La posició de favoritisme en relació amb els nobles gallecs i la indiferència cap als cavallers i clergues portuguesos per part de sa mare, Na Teresa, en causà la revolta, amb el guiatge del seu fill Alfons.
La lluita entre Alfons i Teresa es perllonga fins que el 24 de juny de 1128 es produeix la batalla de Sâo Mamede (a Guimarães) i Na Teresa és expulsada de la terra que va governar durant 15 anys. Una vegada vençuda, Alfons declara el comtat regne independent, atès que ell era net d'Alfons VI.

Primera bandera de Portugal, la d'Alfons I

Continuà, però, lluitant contra les forces del seu cosí, el rei Alfons VII de Lleó (disconforme amb la pèrdua de les terres portugueses, doncs, com el seu avi, Alfons VI, ell també s'intitulava emperador), mentre també guerrejava contra els musulmans. El 1139, després de la victòria en la batalla d'Ourique contra un fort contingent àrab, Alfons es proclama rei de Portugal a partir de 1140 amb el suport dels nobles portuguesos, i és reconegut com a rei sobirà pel tractat de Zamora al 1143.
Naixia així el Regne de Portugal i la seua primera dinastia i casa reial: els Capet de Borgonya, amb Alfons Enric com a primer rei: Alfons I de Portugal.

## La seua independència i reconeixement
L'estatut d'independència, però, mancava de reconeixement, i va ser en el Torneig de Valdevez o Retrobada de Valdevez als marges del riu Vez, a Arcos de Valdevez, quan Alfons I, després de la victòria en la batalla d'Ourique (1139), va trencar la pau de Tui (1137) i va envair Galícia. En resposta, les forces d'Alfons VII de Lleó entren en terres portugueses, arrasant els castells al seu pas, i baixen de les muntanyes de Soajo cap a Arcos de Valdevez.
Per evitar la batalla campal, se seleccionaren els millors genets d'ambdós bàndols per lluitar entre si en un torneig o justa, d'acord amb el costum medieval. La sort anà al costat portugués, i els genets lleonesos foren detinguts, d'acord amb el codi de cavalleria medieval.
Amb la victòria dels seus genets en el Torneig de Valdevez, Alfons I va aprofitar la intervenció de l'Església i, mitjançant l'arquebisbe de Braga, João Peculiar, feu que el papa Innocenci II acceptàs el seu vassallatge i li pagà un cens (que els reis o comtes pagaven al papa) de quatre unces d'or per any.
L'arquebisbe envià després el cardenal Guido de Vico a Alfons VII, i n'obtingué, en el tractat de Zamora, el títol de rei que Alfons usà, en el paper, i de fet i de dret el 5 d'octubre de 1143, data en què el rei Alfons VII signar el tractat, que assenyalaria la separació entre els regnes. Des de llavors, Alfons I cerca consolidar la independència declarada. Va fer importants donacions a l'Església i fundà diversos convents. Declarà Portugal tributària de la Santa Seu, en reclamar per a la nova monarquia la protecció pontifícia. El 1179 el papa Alexandre III, amb la butla Manifestis Probatum, confirma i reconeix Portugal com a regne independent i sobirà protegit per l'Església catòlica.
Continuà la conquesta cap al sud, poblat, fins llavors, per musulmans. Després de fracassar en la primera temptativa de conquerir Lisboa el 1142, la conquereix el 24 d'octubre de 1147, després de Santarém (el 15 de març), amb l'auxili d'una poderosa esquadra amb 160 naus i un contingent de 12.000 a 13.000 croats que es dirigien a Palestina.

## La independència de Portugal en perill
La independència de Portugal estigué amenaçada diverses voltes al llarg dels segles, havent estat perduda però en acabant recuperada. Cal destacar-ne aquests fets:
- Crisi de 1383–1385 i consegüent batalla d'Aljubarrota.
- Batalla de Toro (1476), en què el monarca portuguès buscava la unió de les corones de Portugal i Castella, pretensió eliminada amb el tractat d'Alcaçovas.[5]
- Crisi de Successió portuguesa de 1580, pèrdua de la independència i formalització de la Unió Ibèrica.
- Restauració de la Independència (des del 1640, inici de la Guerra de la Restauració, fins a la signatura del tractat de Lisboa de 1668).
- Guerra del Francés (1807–1814, invasió francesa i transferència de la cort portuguesa a Brasil).